# International Basketball Association

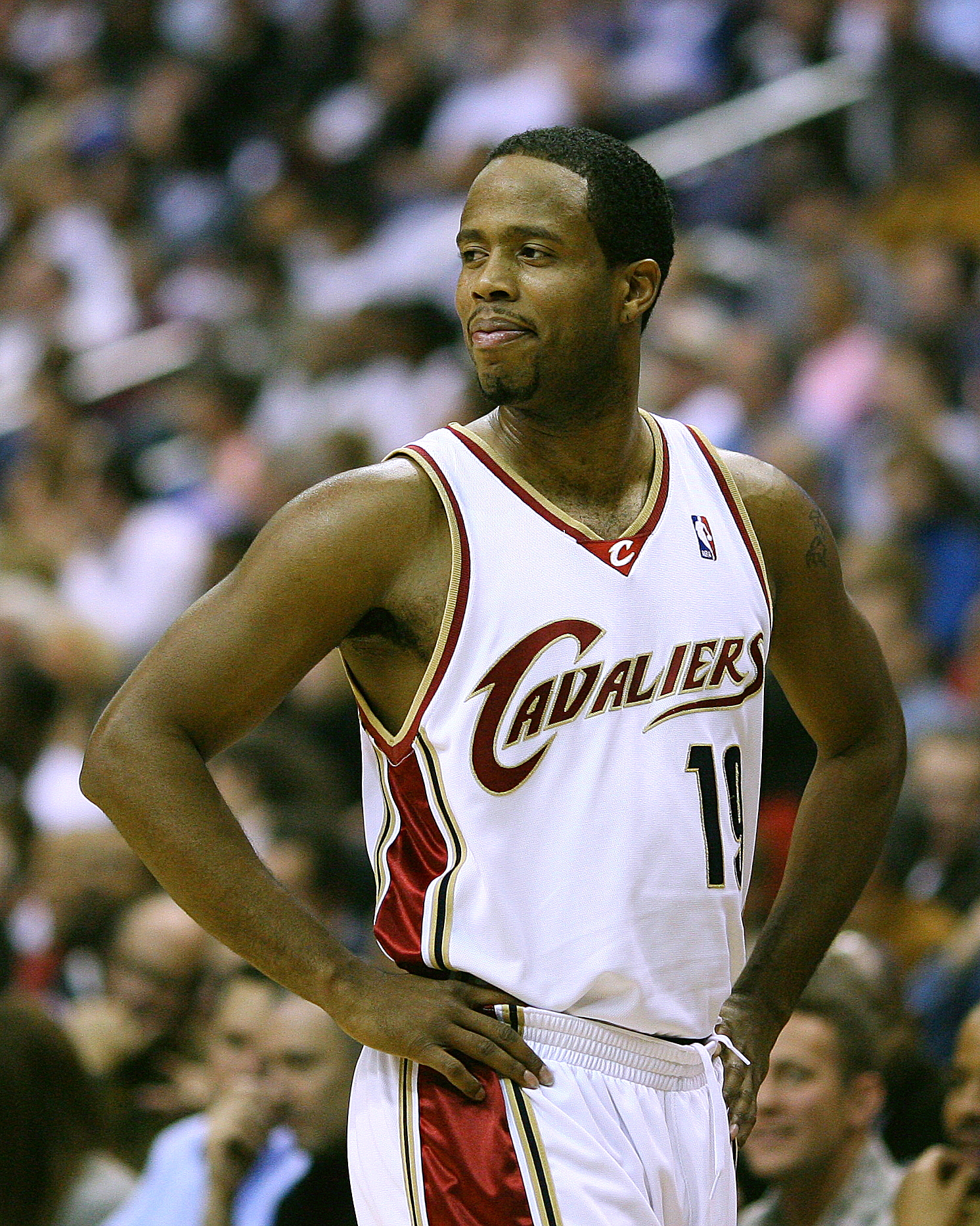
Damon Jones ha giocato nella IBA nel 1997-98

La International Basketball Association è stata una lega professionistica minore di pallacanestro nordamericana. Attiva dal 1995, nel 2001 confluì nella rifondata CBA.
La IBA fu fondata da un imprenditore del Minnesota, Alex Thomas, e inizialmente vi presero parte quattro franchigie dell'area centro-settentrionale degli Stati Uniti e una del Canada. Negli anni successivi la lega arrivò a comprendere dieci franchigie.

## Squadre

### Originali
| Squadra                  | Città, Stato               | Stagioni  |
| Black Hills Posse        | Rapid City, Dakota del Sud | 1995-1998 |
| Dakota Wizards           | Bismarck, Dakota del Nord  | 1995-2001 |
| Fargo-Moorhead Beez      | Fargo, Dakota del Nord     | 1995-2001 |
| St. Cloud Rock'n Rollers | St. Cloud, Minnesota       | 1995-1996 |
| Winnipeg Cyclone         | Winnipeg, Manitoba         | 1995-2001 |

### Altre
| Squadra              | Città, Stato               | Stagioni  |
| Billings RimRockers  | Billings, Montana          | 1998-2001 |
| Black Hills Gold     | Rapid City, Dakota del Sud | 1999-2000 |
| Des Moines Dragons   | Des Moines, Iowa           | 1997-2001 |
| Mansfield Hawks      | Mansfield, Ohio            | 1998-1999 |
| Magic City Snowbears | Minot, Dakota del Nord     | 1996-2001 |
| Rapid City Thrillers | Rapid City, Dakota del Sud | 1998-1999 |
| Rochester Skeeters   | Rochester, Minnesota       | 1998-2000 |
| St. Paul Slam!       | Saint Paul, Minnesota      | 1996-1998 |
| Salina Rattlers      | Salina, Kansas             | 2000-2001 |
| Saskatchewan Hawks   | Saskatoon, Alberta         | 1999-2001 |
| Siouxland Bombers    | Sioux City, Dakota del Sud | 1999-2001 |
| South Dakota Gold    | Mitchell, Dakota del Sud   | 2000-2001 |
| Wisconsin Blast      | Appleton, Wisconsin        | 1997-1999 |
| Youngstown Hawks     | Youngstown, Ohio           | 1999-2000 |

## Albo d'oro
| Stagione | Campioni            | M.V.P.                                                        | Allenatore dell'anno                                               |
| 1995-96  | Fargo-Moorhead Beez | Isaac Burton, Black Hills Posse                               | Duane Ticknor (Black Hills Posse)                                  |
| 1996-97  | Black Hills Posse   | Dennis Edwards, Black Hills Posse                             | Duane Ticknor (Black Hills Posse)                                  |
| 1997-98  | Fargo-Moorhead Beez | Andrell Hoard, Winnipeg Cyclone & Mike Lloyd, Mansfield Hawks | Duane Ticknor (Black Hills Posse)                                  |
| 1998-99  | Mansfield Hawks     | Andrell Hoard, Winnipeg Cyclone & Mike Lloyd, Mansfield Hawks | Darryl Dawkins (Winnipeg Cyclone) & Kevin Mackey (Mansfield Hawks) |
| 1999-00  | Des Moines Dragons  | Brian Green, Dakota Wizards                                   | Duane Tickor (Dakota Wizards)                                      |
| 2000-01  | Dakota Wizards      | Lonnie Cooper, Des Moines Dragons                             | Dave Joerger (Dakota Wizards) & Mike Born (Des Moines Dragons)     |